# St. Antoniuskapelle (Lustenau)

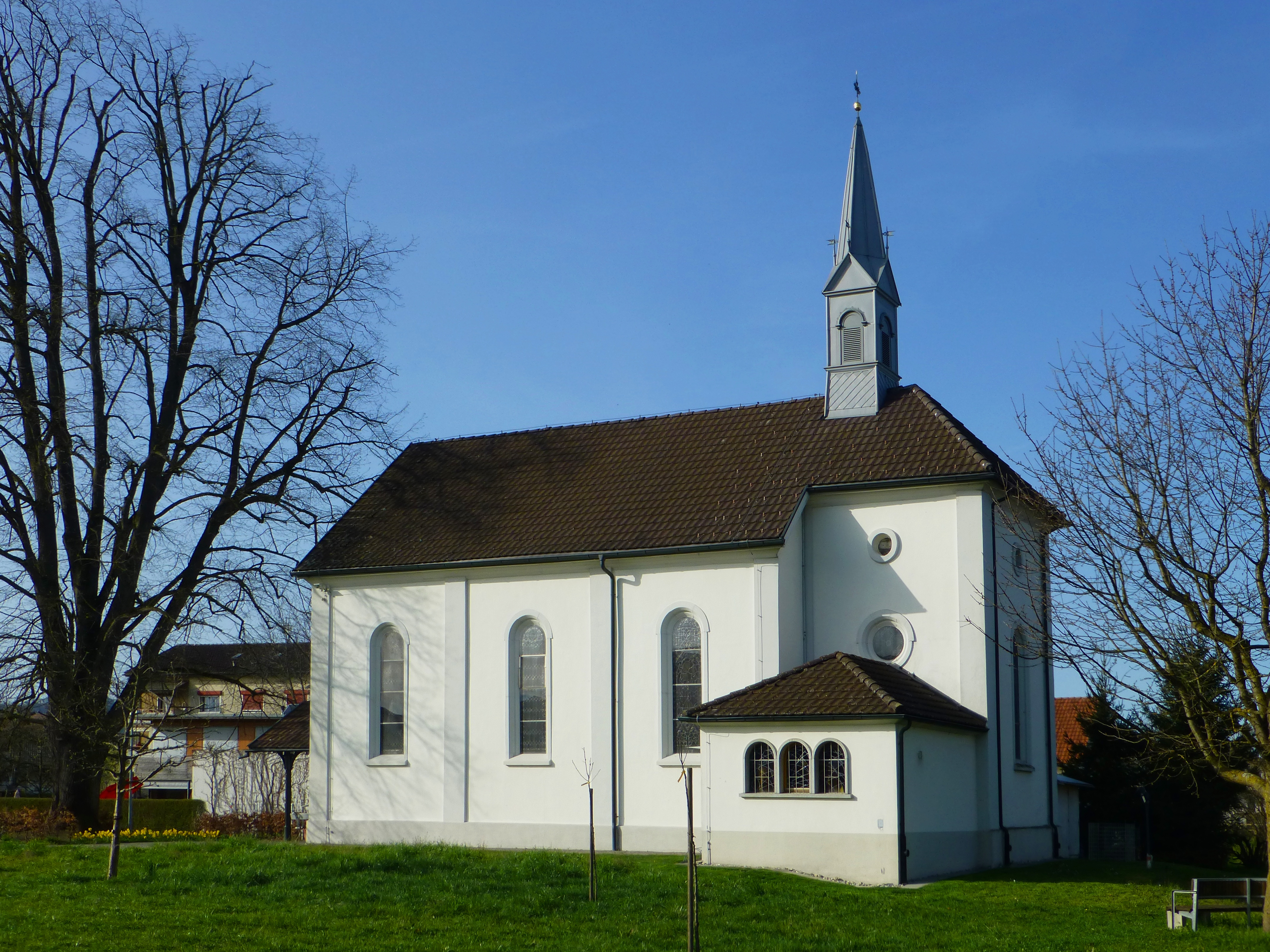
Blick von Südosten auf die Kapelle

Die St. Antoniuskapelle ist eine römisch-katholische Kapelle in der österreichischen Marktgemeinde Lustenau. Sie ist dem heiligen Antonius von Padua geweiht und gehört zur Pfarre Hasenfeld im Dekanat Dornbirn in der Diözese Feldkirch. Das Gebäude steht unter Denkmalschutz.

## Lage
Die St. Antoniuskapelle steht am südlichen Ende der historischen Parzelle Wiesenrain, die heute zum Ortsteil Hasenfeld gehört. Zwischen der Kapelle und der nach ihr benannten St.-Antonius-Straße liegt ein kleiner Vorplatz, hinter dem Gebäude führt der Grindelkanal vorbei.

## Geschichte

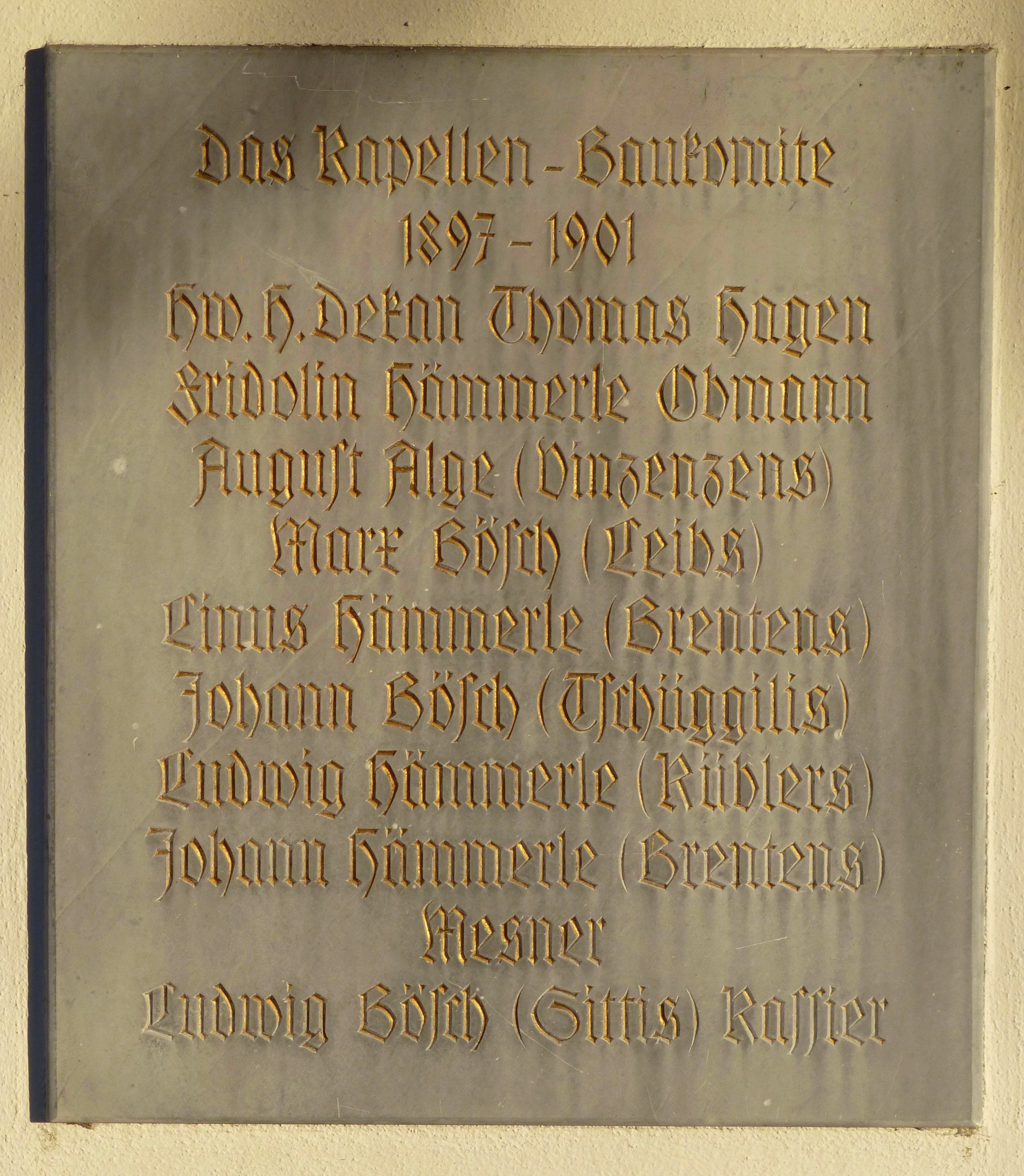
Informationstafel mit den Mitgliedern des „Kapellen-Baukomite“

Gegen Ende des 19. Jahrhunderts entstand im südlichen Teil Lustenaus der Wunsch nach einem eigenen Gotteshaus, und 1897 beschlossen die Bewohner der damals noch abgeschieden vom Rest Lustenaus liegenden Parzelle Wiesenrain, eine Kapelle zu Ehren des Heiligen Antonius von Padua zu errichten. In den folgenden Jahren wurde der Bau hauptsächlich durch Frondienste der Einwohner errichtet und durch Spenden finanziert. 1901 weihte Dekan Thomas Hagen die Kapelle ein. Bereits in der ursprünglichen Messordnung war die Möglichkeit vorgesehen, dass diese Kapelle später zur Pfarrkirche erhoben werden könnte. Dies wurde allerdings nie umgesetzt, und erst im Jahre 1977 bekam der südliche Teil Lustenaus mit der Guthirtenkirche zumindest eine eigene Pfarrvikariatskirche.
Bei einer Renovierung 1937 wurde der Außenverputz erneuert.
In den Jahren 1994 bis 1995 wurde die St. Antoniuskapelle umfassend renoviert, dabei wurden auch Altar, Ambo, Tabernakel und Weihwasserbecken ausgetauscht.
Im Zuge von Kanalisierungsarbeiten wurde im Jahr 2014 der Vorplatz neu gestaltet und über die angrenzende St.-Antonius-Straße gezogen.

## Architektur

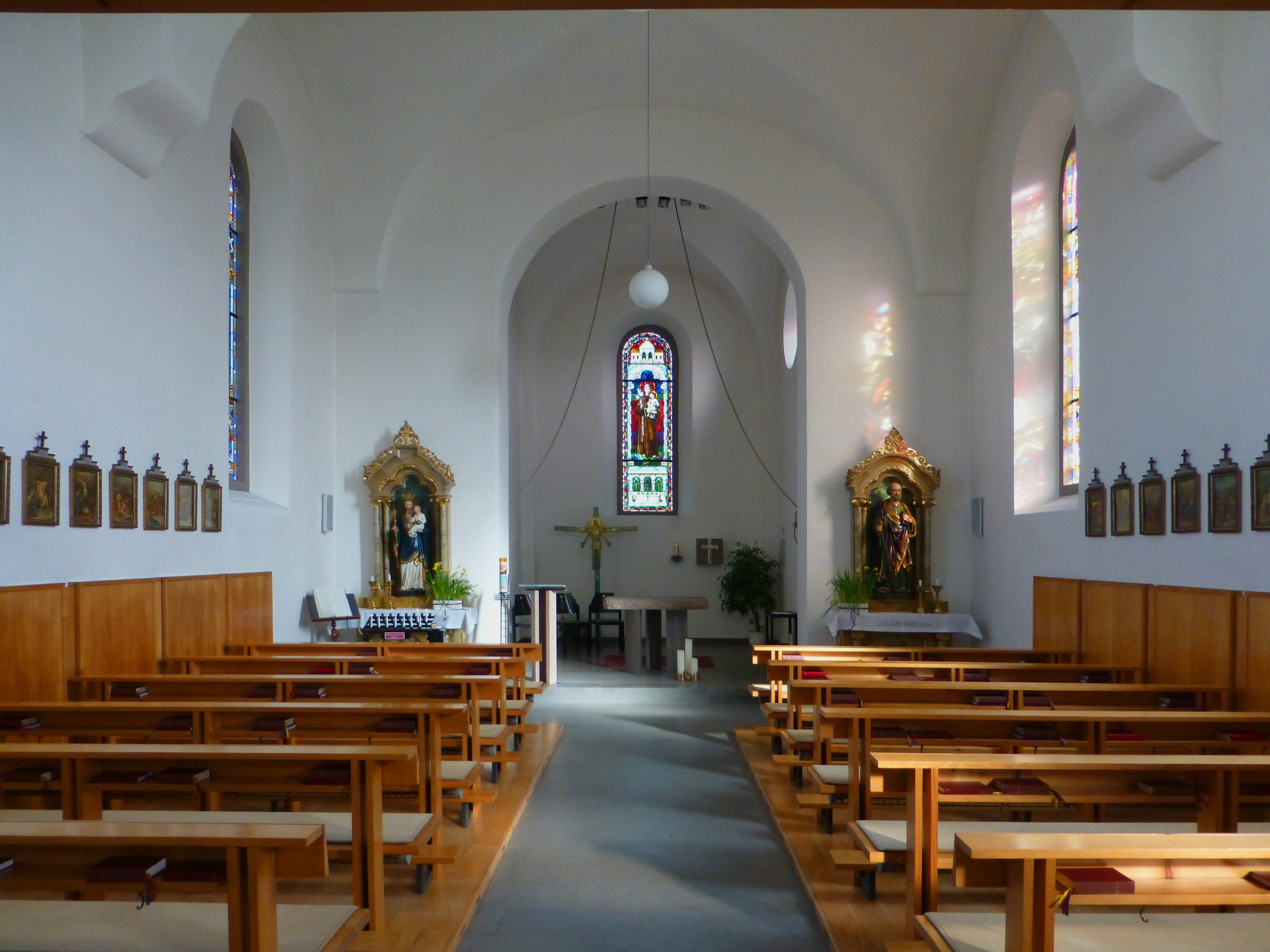
Innenansicht

### Außenbeschreibung
Die Kapelle ist ein Rechteckbau unter einem Satteldach. Über dem Chor ist ein Glockenturm mit Spitzhelm. Nördlich und südlich schließen Sakristeianbauten an den Chor an. Das Langhaus ist durch Wandlisenen und Rundbogenfenster gegliedert. Dem Rundbogenportal ist ein offenes Vorzeichen mit Satteldach vorgelagert. Oberhalb des Portaldachs sind zwei Rundbogen- und darüber ein Kreisfenster. Rechts neben dem Portal befindet sich ein weiteres kleines Fenster, durch das der Opferstock von außen zugänglich ist.

### Innenbeschreibung
Der Betraum ist in drei Joche untergliedert. Über dem Kirchenraum ist Kreuzgratgewölbe, das auf gefasten Konsolen ruht. Ein eingezogener rundbogiger Chorbogen trennt das Langhaus vom einjochigen quadratischen Chor mit Kreuzgratgewölbe. Im Westen ist eine Holzempore.

## Ausstattung

### Prinzipalien

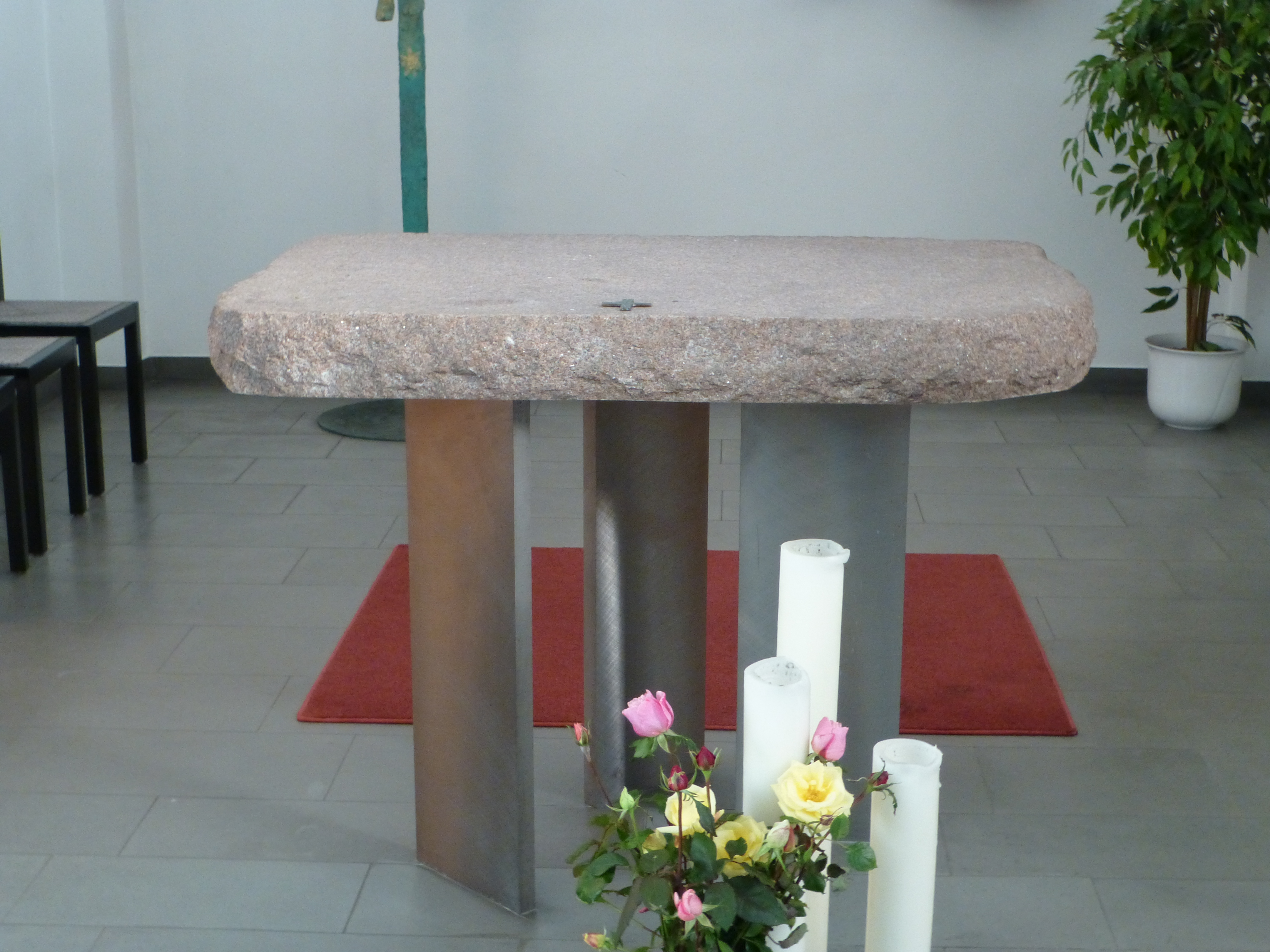
Altar aus behauenem Stein und Stahl

Volksaltar, Ambo, Tabernakel und Weihwasserbecken wurden im Rahmen der Renovierung 1994/95 vom in Lustenau lebenden Künstler Gernot Riedmann als Ensemble aus den Elementen Stein und Metall geschaffen. Während der roh zugehauene Stein das Materielle verkörpert, versinnbildlicht der Stahl als geistige Leistung der Menschheit die kreative Kraft im Allgemeinen, die auf Gott zurückgeführt wird. Die Steinplatte des Altartisches, die auf drei Stahlplatten ruht, symbolisiert die Welt, die von der geistigen Kraft Gottes getragen wird. Beim Ambo wird umgekehrt eine Stahlplatte von drei Steinplatten gestützt, was auf die Wechselwirkung von Materie und Geist in einer kosmischen Einheit hinweist. Das Zusammenspiel von Stein und Metall – Materie und Geist – setzt sich auch im Tabernakel in Form einer Steinplatte mit eingelegtem Metallkreuz und im Weihwasserbecken als von Metallstreben gehaltenem Stein fort.
Die beiden Seitenaltäre sind neugotische Nischenaufbauten aus dem Jahr 1901 mit je vier Säulen. Auf dem linken steht eine Marienstatue mit Kind, auf dem rechten eine Figur des heiligen Judas Thaddäus.

### Skulpturen

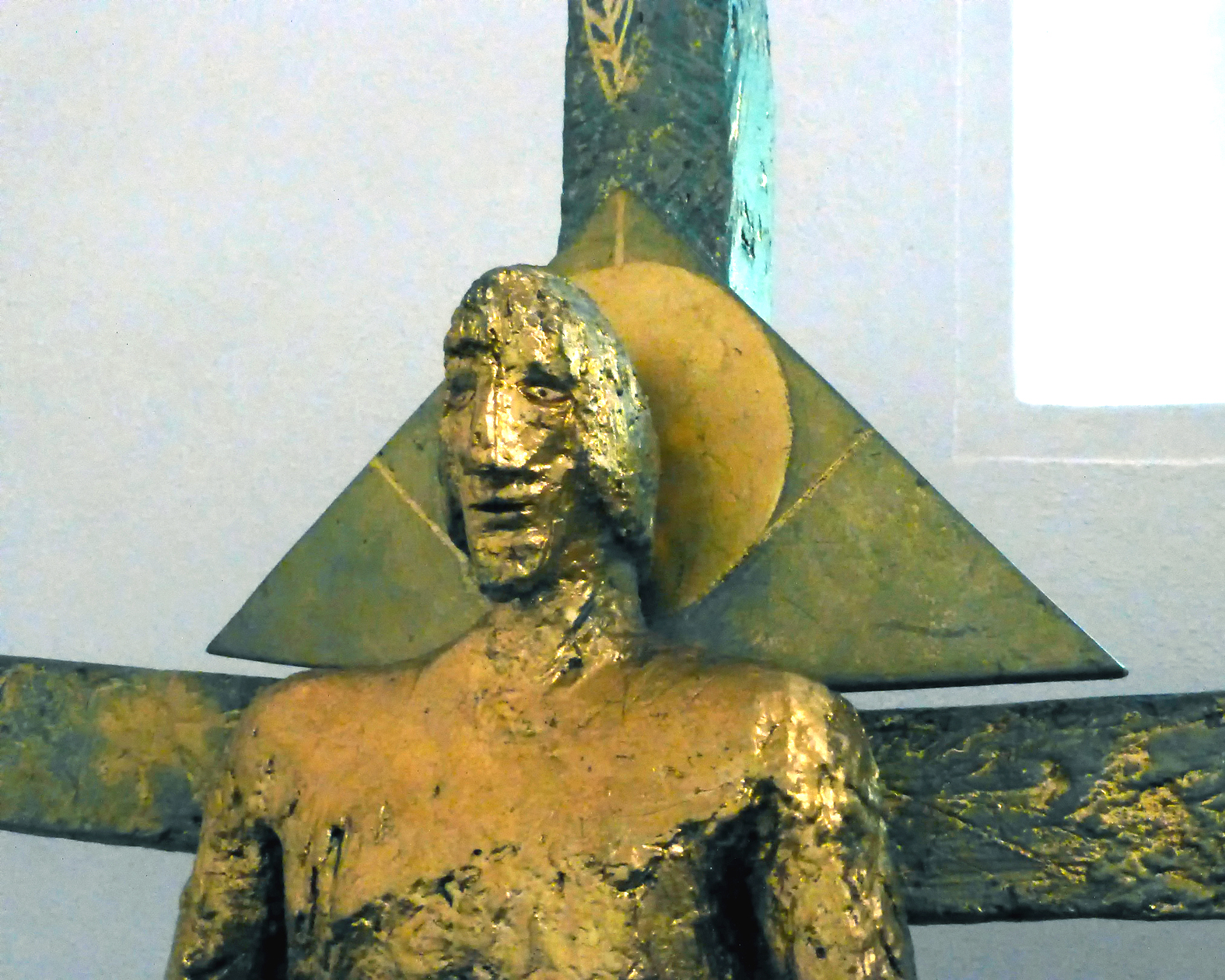
Skulptur Der Auferstehende von Adi Holzer

Die von Adi Holzer geschaffene Skulptur Der Auferstehende steht an der Rückwand des Altarraumes. Die 1998 eingeweihte Bronzeskulptur versinnbildlicht gleichzeitig Kreuzigung und Auferstehung, wobei der bereits vom Kreuz gelöste Körper die Betonung auf die Auferstehung legt. Der Übergang der Farben von grün zu golden symbolisiert die Wandlung vom gequälten Körper zum Ewigen Leben. Am Fuß des Kreuzes ist das Relief eines Totenschädels zu sehen, darüber findet sich, eingebunden in ein eingeritztes Kreuz, ein goldenes auf der Spitze stehendes Dreieck, in der östlichen Mythologie ein Zeichen der Wiedergeburt. Als Gegenpol dazu dient das auf einer Kante liegende Dreieck hinter dem Kopf des Auferstehenden mit dem Heiligenschein. Die Blätter an den Armen des Kreuzes schließlich versinnbildlichen sowohl die göttliche Liebe als auch die Wundmale und weisen darüber hinaus auf den Lebensbaum hin.
Im hinteren Teil der Kapelle ist an der linken Seitenwand eine Statue des heiligen Gerhard Majella aufgestellt.

### Fenster
Das Fenster im Chor, das den heiligen Antonius von Padua darstellt, wurde von Fanny Rein, geborene Hollenstein, aus Dornbirn gestiftet und von der Tiroler Glasmalereianstalt angefertigt.
Die Glasfenster im Langhaus wurden vom Künstler Leonhard Schnitzler entworfen und in der Glasmalerei Dornbirn hergestellt. Vorne sind zwei aufwändiger gestaltete Fenster, links Maria mit Kind und rechts Jesus als Guter Hirte. Die restlichen vier seitlichen Rundbogenfenster sind Dekorfenster mit abstraktem Muster, sie zeigen in der Mitte links das Herz Mariens und rechts das Herz Jesu sowie hinten links Kelch und rechts Monstranz jeweils am oberen Ende des Fensters.

### Volksgestühl
Das Volksgestühl besteht aus sieben Bankreihen, die links und rechts für je vier Personen Platz bieten, also insgesamt für 56 Kapellenbesucher. Die St. Antoniuskapelle ist damit die Kapelle Lustenaus mit dem größten Fassungsvermögen.

## Orgel

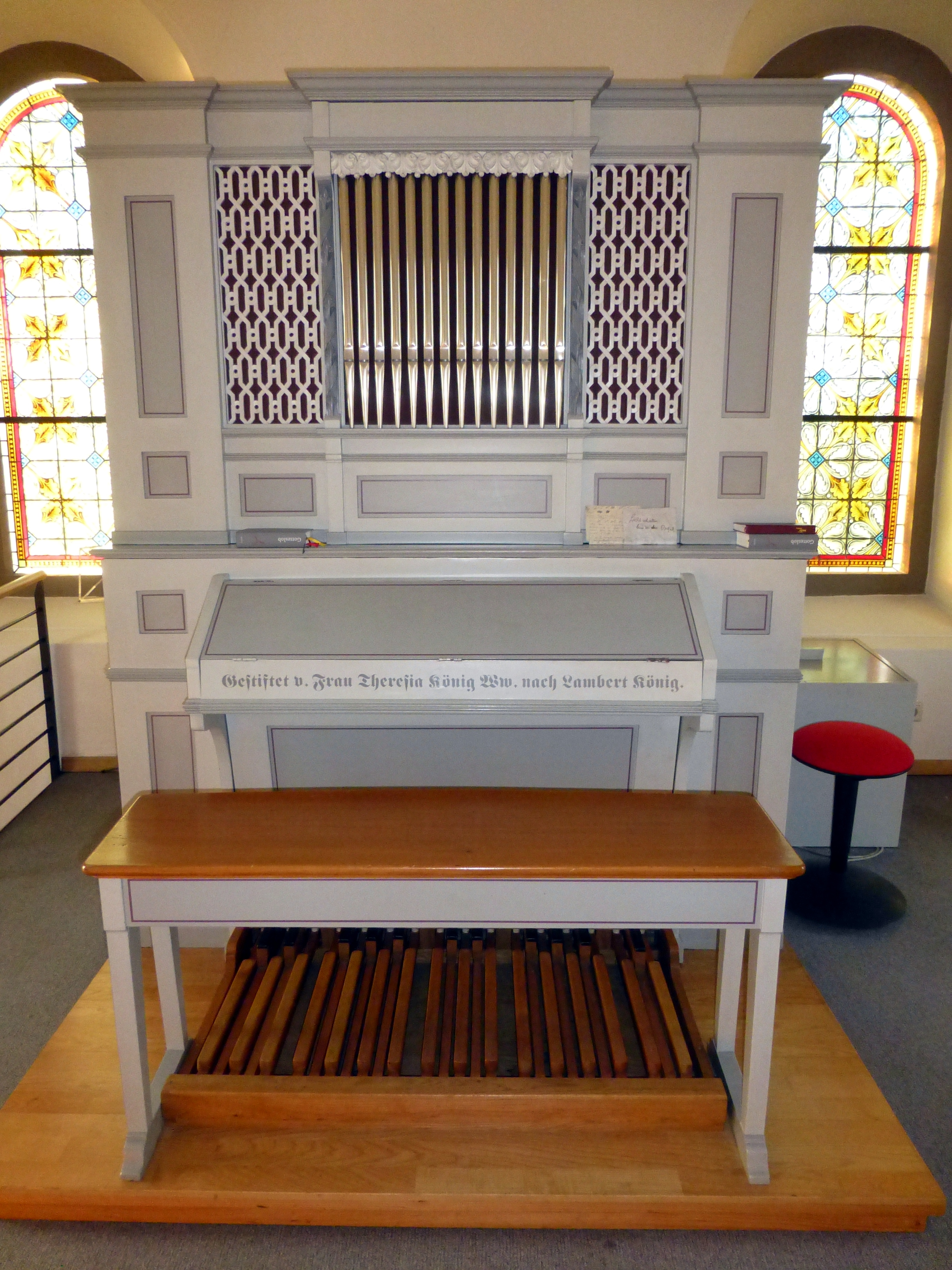
Orgel mit der auf die Stifterin hinweisender Inschrift

Die Orgel wurde von Theresia König, Witwe nach Lambert König, gestiftet.